# Philippe von Burgund (Auvergne)
Philippe von Burgund, genannt Philippe Monsieur, (* 10. November 1323; † 10. August 1346 vor Aiguillon) war (uxor nomine) Graf von Auvergne und Boulogne (1338–1346). Er war einzige Sohn des Herzogs Odo IV. von Burgund und der Gräfin Johanna II. von Burgund und Artois, der über das Kindesalter hinauskam.
Am 26. September 1338 heiratete er Johanna I., seit 1332 Gräfin von Auvergne und Boulogne, Tochter des Grafen Wilhelm XII. von Auvergne und Boulogne und der Margarete von Évreux.
Sie hatten drei Kinder:
- Jeanne (* 1344; † zwischen 11. September und 21. November 1360 in Larrey-en-Montagne)
- Marguerite (* um 1345; † jung; bestattet in Val-des-Choux)
- Philipp von Rouvres (* 1346; † 1361), Herzog von Burgund, Graf von Burgund, Artois, Auvergne und Boulogne.

Im Jahr 1340 kämpfte er an der Seite seines Vaters bei der Verteidigung der Stadt Saint-Omer gegen die Angriffe des abgesetzten Grafen Robert III. von Artois. 1346 nahm er an der Belagerung von Aiguillon teil, die vom späteren französischen König Johann II. geleitet wurde. Als er am 10. August zu einem Scharmützel ritt, strauchelte sein Pferd beim Sprung über einen Graben, warf seinen Reiter ab und begrub ihn unter sich; Philipp wurde durch einen Hufschlag getötet.